# Пребенда
Пребе́нда (ср.-лат. prаebenda, prebenda) у католиков и протестантов — особый вид бенефиция, право на доход с церковной должности. Духовные лица получали пребенды в виде земельных владений, домов для жительства клира, денежного жалованья и т. п. Пребенды были особенно распространены в XII — XVI веках.
В каждой европейской стране пребенда имеет свою обширную историю, включающую ряд государственных и церковных законов, борьбу между властью светской и духовной, постановления соборов (Констанцского, Базельского, Тридентского, Лионского), конкордаты государей с папами и т. д.

## История
История пребенды восходит к XII веку. Сначала пребенда назначалась по личному усмотрению епископа по особому прошению клирика, отчего она называлась precaria (выпрошенное).
Позже франкское законодательство (капитулярий Карла Великого) установило в виде общего правила, что каждая церковь должна владеть участком земли, доходы с которого шли в пользу причта. Из выражения капитулярия «res ecclesiae in beneficium retinens» (церковная собственность, употребляемая на благотворительность) видно, что государство неохотно давало церкви земельную собственность и требовало расходования доходов с неё, между прочим, на нужды прихожан.
Епископы выполняли этот закон так, что часть доходов с церковной земли (mansus ecclesiasticus) шла на мирян (beneficia), часть — на пребенды клириков, отчего и сама пребенда стала называться бенефицием. С течением времени бенефиции духовенству разделились на два вида: одни — высшему и вообще белому духовенству, другие — монашеские.

### Во Франции
Тридентский собор понизил возраст для пребенды монашествующим с 16 до 14 лет; во Франции, где постановления собора не были признаны, пребенды давали в монастырях детям 10 и даже 7 лет ещё во время их учения в монастырских школах. Иностранцы во Франции не имели права на пребенду. Назначал пребенды обыкновенно епископ, но в виде исключения это право принадлежало «патронам» — строителям и благотворителям церквей.
Папы и короли старались стеснить право епископов давать пребенды. Ультрамонтанские богословы доказывали, что папа имеет право распределять бенефиции по своему усмотрению. Соборы Констанцский и Базельский ограничили это право папы, а собор Тридентский совсем его отменил. Вообще, во Франции мало-помалу ультрамонтанские притязания были побеждены галликанизмом, но в других странах папа продолжал раздавать свободные пребенды по своему усмотрению.

### В Германии
В католической церкви Германии пребенды получались клириками не от светской власти, а от церкви.

### В Англии
«Установленная церковь» (established church) Англии сохраняла древнюю организацию пребенд: духовенство являлось не собственником, а лишь владельцем церковной земли и не могло ни отчуждать её, ни уменьшать в объёме; часть её можно было сдавать в аренду, но десять акров непременно должны оставаться при пасторате (parsonnage-house). Управляла всеми земельными владениями церкви в Англии комиссия, состоявшая из обоих архиепископов и всех епископов Англии, трёх деканов и нескольких мирян. Непосредственно заведовали церковным имуществом три лица, называемые estates commissioners, из которых два избирались короной, один — архиепископом Кентерберийским. Каждые шесть месяцев каждый епископ доносил комиссии о состоянии церковного имущества епархии. Кроме того два лица, ежегодно дважды, разъезжали по епархиям и проводили ревизию на месте.